# Quesito
Quesito (výslovnost /kesito/) je sladké sýrové pečivo z Portorika. Základem je sladké listové těsto. Z něho se vytvarují bochánky, které jsou naplněny sýrem smíchaným s vanilkou, cukrem a vejci. Sýrová směs též může obsahovat tropické ovoce, nejčastěji kvajávu a papáju. Pečivo je pak obaleno v karamelu a pečeno. Quesita jsou nejčastěji prodávána v pekařstvích a ve speciálních obchodech nazývaných „bomboneras“.